# Jan Balaga
Jan Balaga ps. „Stefan” (ur. 13 grudnia 1882 w Pasturce, zm. 30 czerwca 1909 w Częstochowie) – instruktor Organizacji Bojowej PPS, uczestnik akcji pod Bezdanami.

## Życiorys
Urodził się w rodzinie chłopskiej jako syn Stanisława. Po ukończeniu szkoły elementarnej pracował w gospodarstwie rolnym u ojca. W 1898, w wieku szesnastu lat wyjechał do Strzemieszyc (obecnie dzielnica Dąbrowy Górniczej) i podjął pracę w kopalni „Kazimierz” jako pomoc górnicza.
W 1904 wstąpił do Polskiej Partii Socjalistycznej, zajmując się kolportażem. W 1905 został członkiem Organizacji Bojowej PPS. Wiosną 1906 odbył kurs instruktorski w Krakowie. Po przeszkoleniu powrócił do Zagłębia, gdzie należał do „piątki bojowej” OB PPS w Niemcach. Zagrożony przez prowokatora Edmunda Taranowicza, musiał w 1908 porzucić pracę w kopalni, przechodząc wyłącznie do pracy bojowej PPS Frakcja Rewolucyjna.
Uczestniczył w wielu akcjach bojowych m.in. w odbiciu pięciu aresztowanych w Niemcach (styczeń 1906), akcji na pociąg na stacji Sławków (lipiec 1907), oraz słynnej akcji pod Bezdanami (wrzesień 1908) pod dowództwem Józefa Piłsudskiego.
Zginął w walce w czerwcu 1909 osaczony przez wojsko i policję carską po zamachu na komisarza policji Arbuzowa, na dziedzińcu Fabryki Etablissments Motte, Meillassoux et Caulliez, popularnie nazywanej „Moty” na Starym Mieście w Częstochowie. Pochowany jest na cmentarzu Kule w Częstochowie.
W 1930 pośmiertnie odznaczony Krzyżem Niepodległości z Mieczami.